# جودي فينيغان
جودي فينيغان (بالإنجليزية: Judy Finnigan)‏ مقدمة البرامج والكاتبة إنجليزية، من مواليد 16 ماي 1948. وهي زوجة ريتشارد ماديلي، منذ 1986.

## روابط خارجية
- جودي فينيغان على موقع IMDb (الإنجليزية)
- جودي فينيغان على موقع ميوزك برينز (الإنجليزية)